# Verbandsgemeinde Elbe-Havel-Land
Die Verbandsgemeinde Elbe-Havel-Land entstand zum 1. Januar 2010 im Landkreis Stendal in Sachsen-Anhalt. Da Verbandsgemeinden höchstens acht Mitgliedsgemeinden mit je 1000 Einwohnern haben dürfen, gab es noch am selben Tag folgende Veränderungen:
- Eingemeindung der Gemeinden Schönfeld (213 Einwohner) und Wulkau (445 Einwohner) in die Gemeinde Kamern, deren Einwohnerzahl sich von 678 auf 1.336 erhöht
- Eingemeindung der Gemeinde Neuermark-Lübars (351 Einwohner) in die Gemeinde Klietz, deren Einwohnerzahl sich von 1.476 auf 1.827 erhöht
- Eingemeindung der Gemeinde Hohengöhren (425 Einwohner) in die Gemeinde Schönhausen, deren Einwohnerzahl sich von 1.940 auf 2.365 erhöht
- Zusammenschluss der Gemeinden Fischbeck (659 Einwohner) und Wust (866 Einwohner) zur neuen Gemeinde Wust-Fischbeck (1.525 Einwohner)

Die angegebenen Einwohnerzahlen beziehen sich jeweils auf den Stichtag 31. Dezember 2008.

## Geographie
Die Verbandsgemeinde liegt östlich der Elbe teilweise im Biosphärenreservat Mittelelbe und im Land Schollene.

## Mitgliedsgemeinden
Die Verbandsgemeinde Elbe-Havel-Land besteht aus den folgenden sechs Mitgliedsgemeinden:
- Kamern
- Klietz
- Sandau, Stadt
- Schollene
- Schönhausen
- Wust-Fischbeck

## Politik

### Wappen
Das Wappen wurde am 18. Januar 2010 durch den Landkreis genehmigt.
Blasonierung: „In Blau vor zwei erniedrigten silbernen Wellenleistenstäben ein silberner Storch mit schwarzer Flügeldecke und rotem Schnabel und Beinen.“
Die neue Verbandsgemeinde hat beschlossen, das Wappen der aufgelösten Verwaltungsgemeinschaft Elbe-Havel-Land zu übernehmen und weiterzuführen.
Die Farben der Verbandsgemeinde sind Silber (Weiß) - Blau.
Das Wappen wurde vom Magdeburger Kommunalheraldiker Jörg Mantzsch gestaltet.

### Flagge

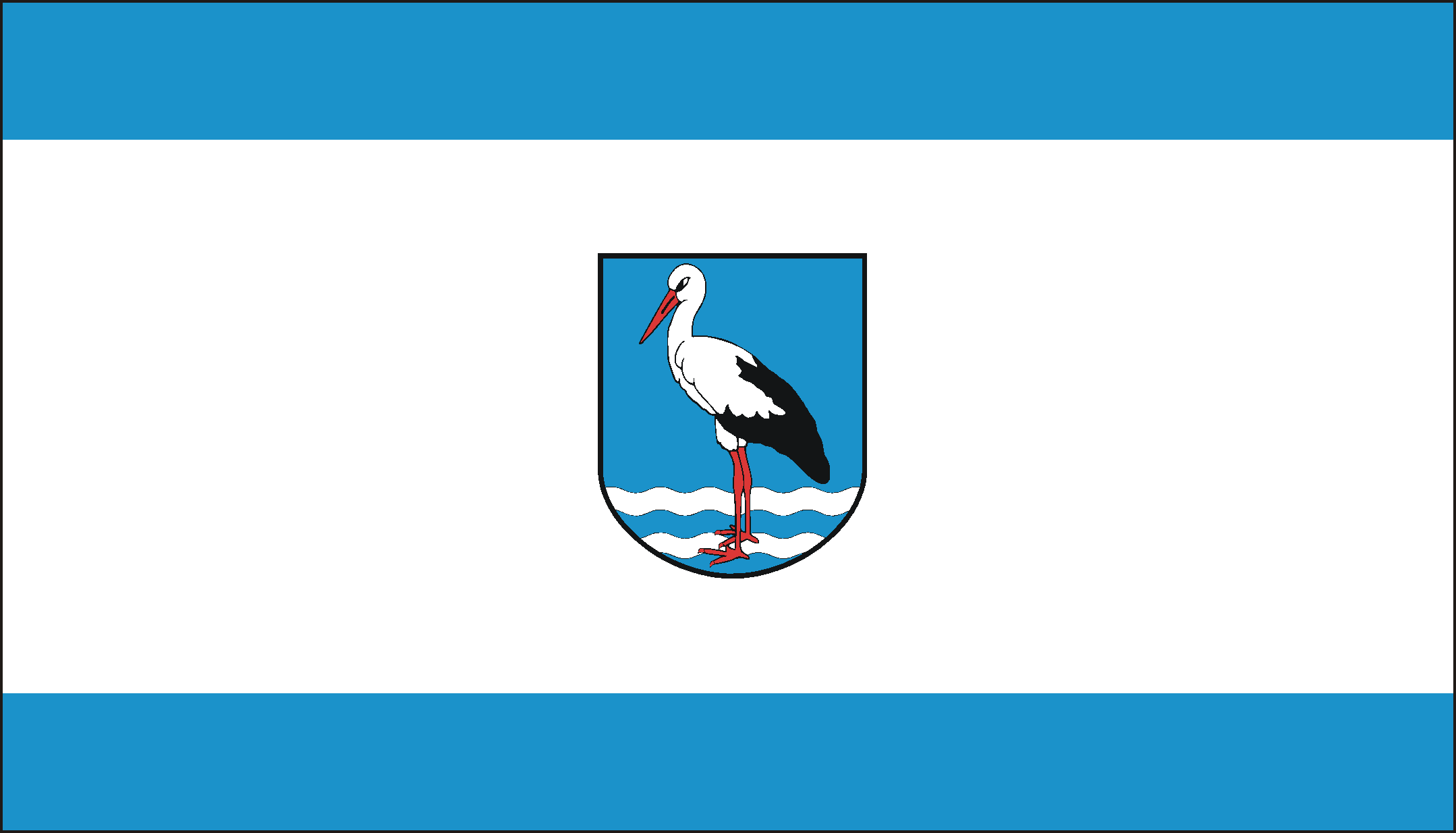
Flagge der VBG Elbe-Havel-Land

Die Flagge ist blau-weiß-blau (1:4:1) gestreift (Längsform: Streifen senkrecht verlaufend, Querform: Streifen waagerecht verlaufend) und mittig mit dem Gemeindewappen belegt.

## Verkehr
Durch die Verbandsgemeinde führt die Bundesstraße 107. In Schönhausen gibt es einen Bahnhof an der Bahnstrecke Berlin–Lehrte.

## Religionen
Die Volkszählung in der Europäischen Union 2011 zeigte, dass von den 8899 Einwohnern der Verbandsgemeinde Elbe-Havel-Land rund 23 % der evangelischen und rund 3 % der katholischen Kirche angehörten.